# 1214
Il 1214 (MCCXIV in numeri romani) è un anno  del XIII secolo.

## Eventi
- Simon Apulia diventa Vescovo di Exeter.
- 27 luglio - Battaglia di Bouvines:  In Francia, Filippo II di Francia sconfigge l'imperatore Ottone IV e il re d'Inghilterra Giovanni Senza Terra.
- Fondazione della città Bielefeld, Germania
- Il Sultanato di Iconio occupa Sinope.
- Conquista di Cremona di Federico II

## Nati
- 25 aprile - Luigi IX di Francia, re francese († 1270)
- Alberto di Villa d'Ogna, religioso italiano († 1279)
- Ruggero Bacone, religioso, filosofo e scienziato britannico († 1292)
- Isabella d'Inghilterra († 1241)
- Matteo dei Libri, notaio e scrittore italiano († 1275)
- Pribislao I, principe († 1273)
- Sturla Þórðarson, politico, condottiero e storico islandese († 1284)

## Morti
- 12 febbraio - Teobaldo I di Bar, nobile
- 11 marzo - Hawise d'Aumale, contessa
- 5 giugno - Imagina di Loon, nobile tedesca (n. 1133)
- 30 agosto - Pietro Capuano, cardinale e teologo italiano
- 10 settembre - Oglerio di Lucedio, abate italiano (n. 1136)
- 14 settembre - Alberto di Gerusalemme, vescovo cattolico e santo italiano (n. 1149)
- 5 ottobre - Alfonso VIII di Castiglia, sovrano (n. 1155)
- 18 ottobre - John de Gray, vescovo cattolico inglese
- 25 ottobre - Eleonora d'Inghilterra, regina (n. 1162)
- 4 dicembre - Guglielmo I di Scozia, re scozzese
- Henry I Clément, militare francese (n. 1170)
- Enrico VI dei Guelfi, conte tedesco
- Gastone VI di Béarn, francese (n. 1171)
- Giovanni di Wallingford, monaco cristiano inglese
- Guglielmo I Salusio IV, marchese (n. 1160)
- Neofito di Cipro, prete cipriota (n. 1134)
- Stekšys, sovrano lituano
- Strez, nobile bulgaro

## Calendario
| Calendario 1214 | Calendario 1214 | Calendario 1214 | Calendario 1214 | Calendario 1214 | Calendario 1214 | Calendario 1214 | Calendario 1214 | Calendario 1214 | Calendario 1214 | Calendario 1214 | Calendario 1214 | Calendario 1214 | Calendario 1214 | Calendario 1214 | Calendario 1214 | Calendario 1214 | Calendario 1214 | Calendario 1214 | Calendario 1214 | Calendario 1214 | Calendario 1214 | Calendario 1214 | Calendario 1214 | Calendario 1214 | Calendario 1214 | Calendario 1214 | Calendario 1214 | Calendario 1214 | Calendario 1214 | Calendario 1214 | Calendario 1214 | Calendario 1214 |
| --------------- | --------------- | --------------- | --------------- | --------------- | --------------- | --------------- | --------------- | --------------- | --------------- | --------------- | --------------- | --------------- | --------------- | --------------- | --------------- | --------------- | --------------- | --------------- | --------------- | --------------- | --------------- | --------------- | --------------- | --------------- | --------------- | --------------- | --------------- | --------------- | --------------- | --------------- | --------------- | --------------- |
|                 | 1               | 2               | 3               | 4               | 5               | 6               | 7               | 8               | 9               | 10              | 11              | 12              | 13              | 14              | 15              | 16              | 17              | 18              | 19              | 20              | 21              | 22              | 23              | 24              | 25              | 26              | 27              | 28              | 29              | 30              | 31              |                 |
| Gennaio         | Me              | Gi              | Ve              | Sa              | Do              | Lu              | Ma              | Me              | Gi              | Ve              | Sa              | Do              | Lu              | Ma              | Me              | Gi              | Ve              | Sa              | Do              | Lu              | Ma              | Me              | Gi              | Ve              | Sa              | Do              | Lu              | Ma              | Me              | Gi              | Ve              |                 |
| Febbraio        | Sa              | Do              | Lu              | Ma              | Me              | Gi              | Ve              | Sa              | Do              | Lu              | Ma              | Me              | Gi              | Ve              | Sa              | Do              | Lu              | Ma              | Me              | Gi              | Ve              | Sa              | Do              | Lu              | Ma              | Me              | Gi              | Ve              |                 |                 |                 |                 |
| Marzo           | Sa              | Do              | Lu              | Ma              | Me              | Gi              | Ve              | Sa              | Do              | Lu              | Ma              | Me              | Gi              | Ve              | Sa              | Do              | Lu              | Ma              | Me              | Gi              | Ve              | Sa              | Do              | Lu              | Ma              | Me              | Gi              | Ve              | Sa              | Do              | Lu              |                 |
| Aprile          | Ma              | Me              | Gi              | Ve              | Sa              | Do              | Lu              | Ma              | Me              | Gi              | Ve              | Sa              | Do              | Lu              | Ma              | Me              | Gi              | Ve              | Sa              | Do              | Lu              | Ma              | Me              | Gi              | Ve              | Sa              | Do              | Lu              | Ma              | Me              |                 |                 |
| Maggio          | Gi              | Ve              | Sa              | Do              | Lu              | Ma              | Me              | Gi              | Ve              | Sa              | Do              | Lu              | Ma              | Me              | Gi              | Ve              | Sa              | Do              | Lu              | Ma              | Me              | Gi              | Ve              | Sa              | Do              | Lu              | Ma              | Me              | Gi              | Ve              | Sa              |                 |
| Giugno          | Do              | Lu              | Ma              | Me              | Gi              | Ve              | Sa              | Do              | Lu              | Ma              | Me              | Gi              | Ve              | Sa              | Do              | Lu              | Ma              | Me              | Gi              | Ve              | Sa              | Do              | Lu              | Ma              | Me              | Gi              | Ve              | Sa              | Do              | Lu              |                 |                 |
| Luglio          | Ma              | Me              | Gi              | Ve              | Sa              | Do              | Lu              | Ma              | Me              | Gi              | Ve              | Sa              | Do              | Lu              | Ma              | Me              | Gi              | Ve              | Sa              | Do              | Lu              | Ma              | Me              | Gi              | Ve              | Sa              | Do              | Lu              | Ma              | Me              | Gi              |                 |
| Agosto          | Ve              | Sa              | Do              | Lu              | Ma              | Me              | Gi              | Ve              | Sa              | Do              | Lu              | Ma              | Me              | Gi              | Ve              | Sa              | Do              | Lu              | Ma              | Me              | Gi              | Ve              | Sa              | Do              | Lu              | Ma              | Me              | Gi              | Ve              | Sa              | Do              |                 |
| Settembre       | Lu              | Ma              | Me              | Gi              | Ve              | Sa              | Do              | Lu              | Ma              | Me              | Gi              | Ve              | Sa              | Do              | Lu              | Ma              | Me              | Gi              | Ve              | Sa              | Do              | Lu              | Ma              | Me              | Gi              | Ve              | Sa              | Do              | Lu              | Ma              |                 |                 |
| Ottobre         | Me              | Gi              | Ve              | Sa              | Do              | Lu              | Ma              | Me              | Gi              | Ve              | Sa              | Do              | Lu              | Ma              | Me              | Gi              | Ve              | Sa              | Do              | Lu              | Ma              | Me              | Gi              | Ve              | Sa              | Do              | Lu              | Ma              | Me              | Gi              | Ve              |                 |
| Novembre        | Sa              | Do              | Lu              | Ma              | Me              | Gi              | Ve              | Sa              | Do              | Lu              | Ma              | Me              | Gi              | Ve              | Sa              | Do              | Lu              | Ma              | Me              | Gi              | Ve              | Sa              | Do              | Lu              | Ma              | Me              | Gi              | Ve              | Sa              | Do              |                 |                 |
| Dicembre        | Lu              | Ma              | Me              | Gi              | Ve              | Sa              | Do              | Lu              | Ma              | Me              | Gi              | Ve              | Sa              | Do              | Lu              | Ma              | Me              | Gi              | Ve              | Sa              | Do              | Lu              | Ma              | Me              | Gi              | Ve              | Sa              | Do              | Lu              | Ma              | Me              |                 |

## Monarchi/Presidenti
- Francia - Filippo II di Francia Re di Francia (regnato dal 1180 al 1223)
- Impero Mongolo - Gengis Khan, Khan Mongolo (dal 1206 al 1227)
- Venezia - Pietro Ziani Doge di Venezia (dal 1205 al 1229)